# Firelight : Le Lien secret
Ne doit pas être confondu avec Firelight.
Pour plus de détails, voir Fiche technique et Distribution.
Firelight : Le Lien secret (Firelight) est un film franco-américano-britannique de William Nicholson sorti en 1997.

## Synopsis
1837. Elisabeth a accepté secrètement de porter l'enfant de l'aristocrate anglais Charles Godwin, en échange du rachat des dettes de son père. 7 ans plus tard, hantée par le souvenir de cet enfant abandonné et déchirée par son instinct maternel, elle rompt la promesse faite de ne jamais revoir sa fille, et se fait engager comme sa gouvernante...

## Fiche technique
- Titre original : Firelight
- Titre français : Firelight : Le Lien secret
- Réalisation : William Nicholson
- Scénario : William Nicholson
- Direction artistique : Rob Harris (supervision), Peter Wenham
- Décors : Caroline Smith
- Costumes : Andrea Galer
- Photographie : Nic Morris
- Montage : Chris Wimble
- Musique : Christopher Gunning
- Production : Brian Eastman
- Sociétés de production : Carnival Film & Television, Hollywood Pictures, Wind Dancer Productions
- Sociétés de distribution : Eurozoom (France), Miramax (États-Unis), Buena Vista International (Royaume-Uni)
- Pays d'origine :  France /  États-Unis /  Royaume-Uni
- Langue originale : anglais
- Format : couleur (Metrocolor) —  35 mm (Panavision) - 2,35:1 — son Dolby stéréo
- Genre : drame
- Durée : 102 minutes
- Dates de sortie :
  - France : 27 mai 1998
  - Royaume-Uni : 21 août 1998
  - États-Unis : 4 septembre 1998

## Distribution
- Sophie Marceau : Elisabeth Laurier
- Stephen Dillane : Charles Godwin
- Dominique Belcourt : Louisa
- Kevin Anderson (en) : John Taylor
- Lia Williams : Constance
- Wolf Kahler : Sussman